# Kurt Ankenbrank
Kurt Ankenbrank (* 7. Januar 1892; † 1982) war ein deutscher Ministerialbeamter und Jurist.

## Leben und Tätigkeit
Kurt Ankenbrank stammte aus Nürnberg und war im Ersten Weltkrieg Oberleutnant im Infanterieregiment Nr. 60. Unterbrochen durch den Krieg studierte er 1917/19 Rechtswissenschaften an der Universität München.
1922 trat er in den öffentlichen Dienst des Freistaates Bayern ein und war zunächst bei der Regierung Pfalz tätig und wurde dann zum Reichsministerium für die besetzten Gebiete abgeordnet. 1928 wechselte er zur Arbeitsverwaltung, wo er bis 1945 stellvertretender Präsident des Gauarbeitsamtes und Reichstreuhänders der Arbeit im Gau München-Oberbayern war.
Von 1946 bis 1948 war er im Statistischen Landesamt in München beschäftigt und wechselte dann bis 1949 an das Landesversicherungsamt Oberbayern. 1950 erfolgte seine Ernennung zum Senatspräsident beim Bayerischen Landesversicherungsamt. 1954 wurde er Senatspräsident beim Bayerischen Landessozialgericht und von Dezember 1954 bis zur Versetzung in den Ruhestand 1957 war Kurt Ankenbrank Präsident des Landesarbeitsamtes Nordbayern in Nürnberg.

## Schriften
- Die Rechtswirksamkeit der Eingliederung des Sudetenlandes in das Deutsche Reich. In: Archiv des öffentlichen Rechts, Neue Folge, Bd. 41 (1949), S. 191–202.

## Ehrungen
- 15. Dezember 1959 Bayerischer Verdienstorden